# Colten Moore
Colten Moore (* 17. August 1989 in Bedford, Texas) ist ein US-amerikanischer Quad- und Schneemobilfahrer. Er gewann sieben Medaillen bei den X-Games, davon drei in Gold. Sein 2013 tödlich verunfallter, älterer Bruder Caleb war ebenfalls Schneemobilfahrer.

## Biografie
Colten Moore wuchs gemeinsam mit seinem zwei Jahre älteren Bruder Caleb an verschiedenen Orten in Texas auf, darunter die Kleinstadt Krum in der Dallas-Forth-Worth-Metropolregion. Sein Großvater war Rancher in der Panhandle-Gemeinde Wheeler. Moore begann seine Sportlaufbahn als Motocross- und Quadfahrer und blieb dem gefährlichen Sport treu, nachdem er bereits im Alter von zwölf Jahren erstmals Knochenbrüche in beiden Beinen erlitten hatte. Seinen Highschool-Abschluss machte er frühzeitig, ehe er sich ganz dem Quadfahren verschrieb.
Zusammen mit seinem Bruder wechselte Colten zum Schneemobilsport und nahm Ende Januar 2010 erstmals an den prestigeträchtigen X-Games in Aspen teil. Dort belegte er in der Disziplin Best Trick wie auch im folgenden Jahr Rang fünf. 2011 vollführten die Brüder gegen Ende von Coltens Freestyle einen „Tandemsprung“, der ihm eine Disqualifikation einbrachte. Bei seiner dritten Teilnahme gewann er erstmals Gold im Freestyle, während Caleb die Bronzemedaille holte. Außerdem gelang ihm der Gewinn der Silbermedaille in der Best-Trick-Disziplin. Abseits von winterlichen Verhältnissen übten die Moore-Brüder ihre Tricks durch das Springen in eine Schaumstoffgrube im Garten ihres texanischen Elternhauses in Krum ein. Die X-Games 2013 endeten für Colten und Caleb Moore fatal. Nur 30 Minuten nachdem Caleb im Freestyle zu Sturz gekommen und von seinem Schneemobil getroffen worden war, verletzte sich Colten beim selben Sprung und erlitt eine Beckenspaltung. Während sich Colten wieder erholte, starb sein älterer Bruder eine Woche später an den Folgen seines Unfalls.
Moore kehrte bereits 2014 nach Aspen zurück und gewann seine zweite Freestyle-Goldmedaille, die er seinem verstorbenen Bruder widmete. Außerdem holte er mit einer Weite von 132 Fuß Bronze im erstmals ausgetragenen Long-Jump-Wettkampf. Auch im folgenden Winter sicherte er sich einmal Gold, diesmal im Speed & Style, sowie erneut Long-Jump-Bronze. Am 29. Januar 2017 kam er bei dem Versuch, als erster Schneemobilfahrer in der Geschichte der X-Games einen doppelten Rückwärtssalto zu landen, erneut zu Sturz und verletzte sich schwer. Er wurde in eine Klinik in Denver geflogen, wo ihm in einer Operation der Wirbel Th-12 wieder eingerenkt werden und eine Rückenmarksverletzung behandelt werden musste. Obwohl er nach langwieriger Rehabilitation vollständig genesen konnte, trat er danach nicht mehr bei den X-Games an.
Im Januar 2016 veröffentlichte Moore eine mit Keith O’Brien verfasste Autobiografie Catching the Sky, in der er das Leben mit seinem Bruder und dessen tragischen Tod verarbeitet.

## Erfolge

### X-Games
- Aspen 2010: 5. Best Trick
- Aspen 2011: 5. Best Trick
- Aspen 2012: 1. Schneemobil Freestyle, 2. Best Trick
- Aspen 2013: 7. Schneemobil Freestyle
- Aspen 2014: 1. Schneemobil Freestyle, 3. Long Jump
- Aspen 2015: 1. Speed & Style, 3. Long Jump
- Aspen 2016: 8. Schneemobil Freestyle
- Aspen 2017: 2. Schneemobil Freestyle, 6. Best Trick

## Filmografie
- 2007: Huevos 10 (Video)
- 2008: Huevos 11 (Video)
- 2013: Braaap 13: Buried (Video)

## Publikationen
- Mit Kirby Heyborne: Catching the sky, Digitales Hörbuch, Simon & Schuster Audio, NY, 2016. OCLC 935527534
- Mit Keith O’Brien: Catching the sky two brothers, one family, and our dream to fly, Atria/37 Ink, New York, 2017. OCLC 1262325098